# قوی‌های وحشی (قصه پریان)
قوی‌های وحشی (دانمارکی: De vilde svaner) یکی از افسانه‌های ادبی معروف هانس کریستیان آندرسن است که نخستین بار در دوم اکتبر ۱۸۳۸ در مجموعهٔ «افسانه‌ها برای کودکان: مجموعهٔ جدید» منتشر شد. این داستان دربارهٔ شاه‌دختی به نام الیزا است که برای شکستن طلسمی که بر یازده برادرش افکنده شده، تلاش می‌کند. این داستان به دلیل مضامین عاطفی، فداکاری، سکوت، جادو و رستگاری بسیار مورد توجه قرار گرفته و اقتباس‌های زیادی در قالب باله، انیمیشن، فیلم و رمان داشته‌است.
این افسانه از نوع ۴۵۱ در شاخص آرنه-تامپسون-اوتر است: «برادرانی که به پرنده تبدیل شده‌اند». داستان‌های مشابه دیگری نیز با همین مضمون وجود دارند، از جمله: شش قو، دوازده برادر، هفت کلاغ، دوازده اردک وحشی.

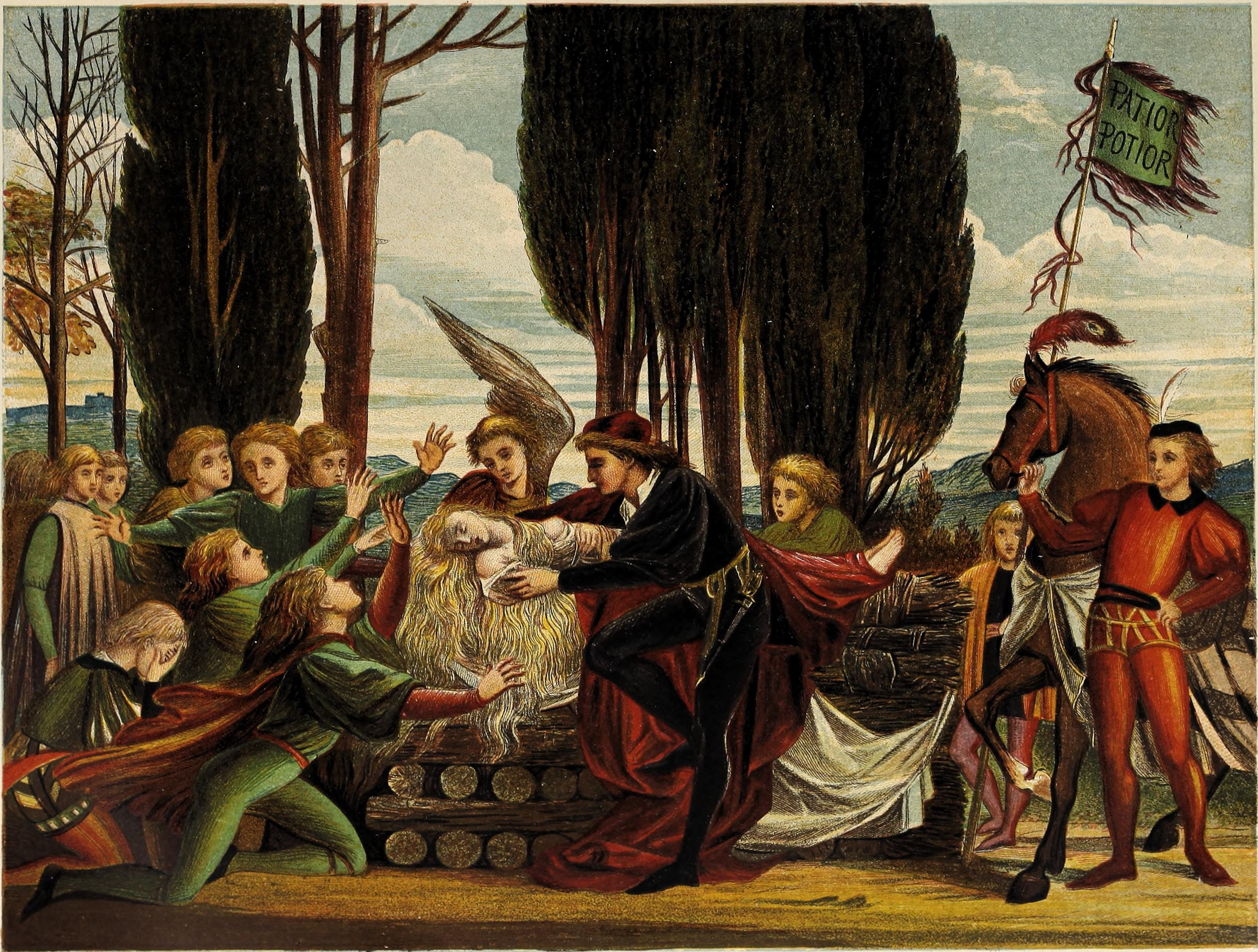
تصویر از کتاب Fairy Tales اثر هانس کریستین اندرسن ، لندن: سامپسون لو، مارستون، لو، و سرل، ۱۸۷۲

## خلاصهٔ داستان
در سرزمینی دور، پادشاهی با یازده پسر و یک دختر به نام الیزا زندگی می‌کند. پس از مرگ همسرش، او با زنی بدجنس که در واقع یک جادوگر است ازدواج می‌کند. این ملکهٔ بدجنس یازده پسر پادشاه را با جادو به قوهای وحشی تبدیل می‌کند که فقط شب‌ها می‌توانند به شکل انسانی درآیند. سپس او سعی می‌کند الیزا را نیز جادو کند، اما روح پاک و بی‌گناه او مقاومت می‌کند. با این حال، ملکه او را با خاک‌مال کردن صورتش و پاره کردن لباس‌هایش زشت و ناشناس جلوه می‌دهد تا پدرش او را از قصر بیرون کند.
الیزا از قصر رانده می‌شود و به جنگلی پناه می‌برد، جایی که پس از گذشت مدتی، برادرانش را دوباره می‌بیند. قوها شب‌هنگام به شکل انسانی درمی‌آیند و خواهر خود را بازمی‌شناسند. آنها او را با خود به سرزمینی دور می‌برند تا از گزند نامادری در امان باشد.
الیزا در خواب، از یک پری نیک‌دل راهنمایی دریافت می‌کند که برای نجات برادرانش باید با دستان خود یازده پیراهن از گیاه گزنه ببافد و در تمام این مدت، حتی یک کلمه هم نباید سخن بگوید؛ در غیر این صورت، برادرانش خواهند مرد.
الیزا با وجود درد و زخم‌های زیاد، با سکوت و استقامت گزنه‌ها را جمع می‌کند و شروع به بافتن پیراهن‌ها می‌کند. در این میان، پادشاه سرزمینی دیگر او را می‌بیند و با وجود اینکه الیزا سخنی نمی‌گوید، به او دل می‌بندد و او را به قصر خود می‌برد و به عنوان همسر خود تاج‌گذاری می‌کند.
با این حال، اسقف دربار به الیزا شک دارد و او را جادوگر می‌پندارد. شبی که الیزا برای جمع‌آوری گزنه به گورستان می‌رود، اسقف او را می‌بیند و گمان می‌برد که او با ارواح شریر هم‌پیمان است. بنابراین او را به پادشاه بدنام می‌کند. علی‌رغم عشق پادشاه، الیزا به جرم جادوگری محکوم به مرگ در آتش می‌شود.
در روز اجرای حکم، الیزا پیراهن‌ها را در آغوش گرفته و همچنان در سکوت به بافتن ادامه می‌دهد. در آخرین لحظه، یازده قو از آسمان فرود می‌آیند و الیزا پیراهن‌ها را به آن‌ها می‌پوشاند. همهٔ برادران دوباره به انسان تبدیل می‌شوند، جز برادر کوچک که یک بال قو به جای یک دست دارد، چرا که الیزا فرصت نیافته بود آستین آخرین پیراهن را کامل کند.
الیزا حالا آزاد است که سخن بگوید. او بی‌هوش می‌شود، اما برادرانش حقیقت را توضیح می‌دهند و آتش زیر پای او ناگهان به گل‌های سفید بدل می‌شود. پادشاه شاخهٔ گل را بر سینهٔ او می‌گذارد و الیزا از نو زنده می‌شود. آن دو با یکدیگر ازدواج می‌کنند و سرانجام خوشی برای آن‌ها رقم می‌خورد.

## اقتباس‌ها
- فیلم پویانمایی شوروی «قوی‌های وحشی» (۱۹۶۲)
- بالهٔ «قوی‌های وحشی» اثر النا کاتس-چرنین
- رمان «دختر جنگل» اثر جولیت مری‌لیر، بر اساس این داستان
- انیمهٔ «شاهزاده قوها» اثر استودیو توئی (۱۹۷۷)
- مجموعه تلویزیونی ژاپنی «افسانه‌های آندرسن»، قسمت‌های ۴۵ تا ۴۷
- فیلم دانمارکی «قوی‌های وحشی» (۲۰۰۹) با طراحی هنری از ملکه مارگرته دوم دانمارک
- کتاب «قوی‌های سفید زمستان» نوشتهٔ گریگوری مگوایر، با تمرکز بر برادر ششم

## در فرهنگ عامه
این افسانه در بسیاری از فرهنگ‌ها و سرزمین‌ها بازآفرینی شده‌است. پژوهشگران اشاره کرده‌اند که گونه‌های مشابهی از این داستان در اروپا، ایران، هند، و آسیای شرقی رواج دارد. اولریش مارزولف در فهرست افسانه‌های ایرانی خود، دست‌کم ده نسخه با عنوان «غیب‌گوی دروغین» ذکر کرده‌است.